# Berezna, Volodarka
Berezna (în ucraineană Березна) este o comună în raionul Volodarka, regiunea Kiev, Ucraina, formată numai din satul de reședință.

## Demografie
Componența lingvistică a comunei Berezna
     Ucraineană (98,4%)
     Rusă (1,3%)
     Alte limbi (0,2%)
Conform recensământului din 2001, majoritatea populației comunei Berezna era vorbitoare de ucraineană (98,4%), existând în minoritate și vorbitori de rusă (1,3%).